# Krummnußbaum
Krummnußbaum település Ausztriában, Alsó-Ausztria tartományban, a Melki járásban. Tengerszint feletti magassága 219 méter, területe 10,07 km².

## Elhelyezkedése
Krummnußbaum Marbach an der Donau, Pöchlarn, Golling an der Erlauf, Erlauf, Bergland, Ybbs an der Donau és Persenbeug-Gottsdorf településekkel határos.

## Népesség
| 2016 | 1 488 |
| 2018 | 1 500 |